# (33066) 1997 VS6
1997 VS6 (asteroide 33066) é um asteroide da cintura principal. Possui uma excentricidade de 0.00847560 e uma inclinação de 5.20322º.
Este asteroide foi descoberto no dia 3 de novembro de 1997 por Stroncone em Stroncone.